# Jaume Padrós i Selma
Jaume Padrós i Selma (Barcelona, 10 d'abril de 1959) és un metge i polític català.

## Biografia
Va estudiar medicina a la Facultat de Medicina de la Universitat de Barcelona i es va doctorar a la Universitat Autònoma de Barcelona. Especialista en Medicina familiar, Medicina del treball i màster en Gerontologia. Va ser un dels fundadors de la Joventut Nacionalista de Catalunya, l'organització juvenil de Convergència Democràtica de Catalunya i un dels refundadors del sindicat d'estudiants universitari Federació Nacional d'Estudiants de Catalunya (FNEC) del qual va ser vicepresident. Va ser diputat al Parlament de Catalunya (1989-1995), in en aquesta posició va ser el ponent, entre d'altres, de la Llei d'Ordenació Sanitària de Catalunya o de la creació de l'Institut Català del Voluntariat. També va ser cofundador del primer Banc d'Aliments de l'Estat espanyol i impulsor del Programa de la Renda Mínima d'Inserció de la Generalitat de Catalunya.
Entre 2014 i 2025 ha sigut president del Col·legi Oficial de Metges de Barcelona (COMB), del qual també va ser secretari i vicepresident primer. El 2018 va revalidar el càrrec com a president, en ser l'única candidatura presentada, ja que una altra, encapçalada per Joan Gené, va renunciar a presentar-se en senyal de protesta pel sistema de votació. El 29 de juliol de 2021 va renovar el càrrec per un període de quatre anys després que guanyar les eleccions, sent la única candidatura que s'hi va presentar dins del termini establert. El 2025 va anunciar que no es tornaria a presentar.
A més de la seva activitat professional com a metge, ha destacat per ser l'impulsor de programes sobre la salut dels metges i altres professionals sanitaris a través de la Fundació Galatea, de la qual va ser president i del Programa d'Atenció Integral al Metge Malalt (PAIMM). És membre fundador de la European Association for Physician Health (EAPH). Ha sigut coautor de nombrosos treballs i articles sobre les seves especialitats.
El Govern de la Generalitat de Catalunya el va distingir amb la Medalla Trueta al mèrit sanitari al 2016 i li va concedir la Creu de Sant Jordi l'11 d'abril de 2017.

## Obres
- Què cal fer per millorar l'atenció a la gent gran? (1988)
- La carrera de medicina: les sortides professionals a Catalunya (1989)
- Diccionari enciclopèdic de Medicina (1989)
- L'eutanàsia (1989)